# Strømmen IF
Maillots
Dernière mise à jour : 5 décembre 2024.
Le Strømmen Idrettsforening, plus couramment abrégé en Strømmen IF, est un club norvégien de football fondé en 1911 et basé dans la ville de Strømmen.

## Histoire
Le Strømmen IF est promu en 1. divisjon (D2) à l'issue de la saison 2009 et se maintient en deuxième division en 2010 en terminant 7e du classement. La saison suivante, le club sauve sa place durant les matchs de barrage.

## Palmarès
| Compétitions nationales                                                         |
| ------------------------------------------------------------------------------- |
| - Championnat de Norvège de troisième division (2) : - Champion : 2006 et 2009. |